# 张德立
张德立（1922年—2011年12月19日），陕西省神木县人，中国政治人物。曾任共青团陕西省委书记，西安市计委副主任。

## 生平
1936年参加革命工作。1937年加入中国共产党。1938年11月，在西北青年救国联合会安吴堡青训班学习。1940年初调至绥德县工作，同年10月任佳县青年救国联合会主任。1945年后，在中共佳县县委、绥德地委、西北野战军新四旅政治部工作。1949年，任青年团陕北区委组织部副部长、部长。1950年4月，参加团陕西省工作委员会的组建工作，同年8月任团省工委常委。1952年12月，任共青团陕西省工委副书记。1953年5月，任共青团陕西省委首任书记。1953年10月，任第一机械工业部西安绝缘材料厂筹备处副主任。此后，历任西安电力机械制造公司副经理、经理等职。1977年10月至1983年9月，任西安市计划委员会副主任。1983年离休。2011年12月19日逝世。